# جون فرنسيس مور (نحات)
جون فرنسيس مور (بالألمانية: John Francis Moore)‏ هو نحات ألماني، ولد في 1745 في هانوفر في ألمانيا، وتوفي في 21 يناير 1809 في لندن في المملكة المتحدة.